# Laczó István
Laczó István (Szombathely, 1904. szeptember 16. – Budapest, 1965. szeptember 27.) operaénekes (tenor). Hazánkban kora legjelentősebb olaszos hőstenorja volt. Zsögön Lenke opera-énekesnő férje, Laczó Ildikó szopránénekes édesapja.

## Életútja
Építészmérnöknek tanult, munkája kapcsán került Olaszországba. Itt kezdett – munka mellett – énekelni tanulni a római Accademia di Santa Cecilián. Hazatérve a Zeneakadémián dr. Székelyhidy Ferenc növendéke lett. Még diákként, 1934 decemberében debütált Auber Fra Diavolojának Lorenzojaként.
Az 1935-ben befejezett akadémiai tanulmányok után szerződtette az Operaház. December 14-én debütált itt a Tosca Cavaradossijaként. Hatalmas vivőerejű, biztos magasságokkal rendelkező hőstenor (tenore robusto) volt. 1938-ban indult nemzetközi karrierje, főként olasz színpadokon szerepelt. Legnevezetesebb vendégfellépte 1949-ben volt, mikor Maria Callas oldalán Kalafot énekelte Puccini Turandotjában. Nyaranta továbbképzéseken vett részt Porto Recanatiban Astolfo Pesciánál. Az itt élő Beniamino Gigli is segítette pályáján.
Az 1950-es években, más magyar sztárokhoz hasonlóan ő sem járhatott külföldre. A hazai társulatoknál szerepelt, tagja volt a Gördülő Opera csapatának is. Betegsége miatt 1963-ban visszavonult a színpadtól.
Feleségével és apósával közös sírja a Farkasréti temetőben található [34/2–1–35/36].
Színpadi játékát nem lehetett korszerűnek nevezni: maradt a XIX. századi olasz stílusnál. Állt és ontotta hangját; rendre többet, mint kellett, s többet, mint amennyi elképzelhető.
Voltak, akik nem kedvelték ezt a »vad« stílust. Viszont akik győzték hangerővel, kivált partnernői, Németh Mária, Tutsek Piroska, Németh Anna, egyenesen keresték társaságát: »Szóljon az a kettős!«

## Szerepei
- Daniel Auber: Fra Diavolo — Lorenzo
- Georges Bizet: Carmen — Don José; Remendado
- Erkel Ferenc: Hunyadi László — címszerep
- Erkel Ferenc: Bánk bán — címszerep
- Goldmark Károly: Sába királynője – Asszád
- Ruggero Leoncavallo: Bajazzók — Canio
- Pietro Mascagni: Parasztbecsület — Turiddu
- Stanisław Moniuszko: Halka — Jontek
- Claudio Monteverdi–Ottorino Respighi: Orfeusz – Apollo
- Modeszt Petrovics Muszorgszkij: Hovanscsina – Andrej Hovanszkij
- Amilcare Ponchielli: La Gioconda — Enzo Grimaldo
- Giacomo Puccini: Tosca — Mario Cavaradossi
- Giacomo Puccini: Pillangókisasszony — B. F. Pinkerton
- Giacomo Puccini: Turandot — Kalaf
- Rékai Nándor: A nagyidai cigányok – Pityke Laczi
- Gioachino Rossini: Tell Vilmos — Arnold
- Richard Strauss: A rózsalovag — Olasz énekes
- Unger Ernő: Petőfi – Vasváry Pál
- Giuseppe Verdi: A trubadúr — Manrico
- Giuseppe Verdi: Rigoletto — A mantuai herceg
- Giuseppe Verdi: A végzet hatalma – Don Alvaro
- Giuseppe Verdi: Aida — Radames
- Giuseppe Verdi: Otello — címszerep; Cassio
- Richard Wagner: A bolygó hollandi – A kormányos
- Richard Wagner: Tannhäuser – címszerep; Walther von der Vogelweide
- Richard Wagner: A nürnbergi mesterdalnokok – Kurz Vogelgesang

## Díjai
- Érdemes művész (1963)
- A Magyar Állami Operaház örökös tagja (posztumusz, 2015)[2][3]